# John Geiger
John Francis Geiger, né le 28 mars 1873 à Philadelphie et mort le 6 décembre 1956 dans la même ville, est un rameur d'aviron américain. Il est membre du Vesper Boat Club, basé à Philadelphie, dans l'état de Pennsylvanie.
Il a remporté la médaille d'or en huit aux Jeux olympiques d'été de 1900 à Paris.